# Grote Prijs Stad Vilvoorde
Il Grote Prijs Stad Vilvoorde - Challenge Willy Decraen è una corsa in linea che si disputa annualmente a Vilvoorde, nelle Fiandre, in Belgio.
La prima edizione si svolse nel 1931 ed era riservata agli indipendenti. Negli anni seguenti venne vinta anche dai futuri campioni del mondo professionisti Éloi Meulenberg, Theo Middelkamp e Briek Schotte. L'edizione del 1965 fu la prima delle 426 corse da professionista vinte da Eddy Merckx.

## Albo d'oro
Aggiornato all'edizione 2019.
| Anno      | Vincitore                 | Secondo               | Terzo                    |
| --------- | ------------------------- | --------------------- | ------------------------ |
| 1931      | Edward Huygens            | Léon Louyet           | René Malbrecq            |
| 1932      | Odile Van Hevel           | Georges De Witte      | Georges Lemaire          |
| 1933      | Georges Lemaire           | Richard Noterman      | Léopold Gérard           |
| 1934      | Alfred Hamerlinck         | Frans Dictus          | Edouard Vissers          |
| 1935      | Frans Van Loock           | Edouard Vissers       | Jean Wauters             |
| 1936      | Theo Middelkamp           | Michel D'Hooghe       | André Defoort            |
| 1937      | Éloi Meulenberg           | Michel D'Hooghe       | Alphons Schepers         |
| 1938      | Frans Demondt             | Théo Pirmez           | Maurice Croon            |
| 1939      | Jan Gommers               | Louis Hardiquest      | Sylvain Grysolle         |
| 1940      | Achiel Buysse             | Sylvain Grysolle      | Frans Demondt            |
| 1941-42   | non disputato             | non disputato         | non disputato            |
| 1943      | Adolphe Vandenbossche     | Lode Janssens         | Eugène Kiewit            |
| 1944      | non disputato             | non disputato         | non disputato            |
| 1945      | Maurice De Simpelaere     | Albert Sercu          | Désiré Keteleer          |
| 1946      | Albert Anutschin          | Raymond Impanis       | Fred Seynaeve            |
| 1947      | Albert Sercu              | Michel Remue          | Alberic Schotte          |
| 1948      | Theo Middelkamp           | Michel Remue          | Jules Depoorter          |
| 1949      | Alberic Schotte           | Jozef Van Der Helst   | Raymond Impanis          |
| 1950      | Eduard Van Dijck          | Valère Lowie          | Rafaël Jonckheere        |
| 1951      | Jean Bogaerts             | Raymond Impanis       | Henri Serin              |
| 1952      | René Mertens              | Jan Storms            | Henri Van Kerkhove       |
| 1953      | Joseph Plas               | Raphaël Glorieux      | Albert Dolhats           |
| 1954      | Maurice Blomme            | Alfred De Bruyne      | Wim van Est              |
| 1955      | Jozef Schils              | Jean Storms           | Albert Denil             |
| 1956      | Wim van Est               | Désiré Keteleer       | Jacques Schoubben        |
| 1957      | André Noyeller            | Léopold Schaeken      | René Mertens             |
| 1958      | Jean Vliegen              | Petrus Oellibrandt    | Henri Van Den Bossche    |
| 1959      | Rik Van Looy              | Victor Wartel         | Gerrit Voorting          |
| 1960      | Victor Wartel             | Léopold Schaeken      | Norbert Kerckhove        |
| 1961      | Léopold Schaeken          | Gabriel Borra         | Joseph Marien            |
| 1962      | Willy Schroeders          | Roger Deconninck      | Théo Nijs                |
| 1963      | Louis Troonbeeck          | Léo Sebrechts         | Gentiel Saelens          |
| 1964      | Frans Brands              | Walter Muylaert       | Marcel Ongenae           |
| 1965      | Eddy Merckx               | Emile Daems           | Bernard Van De Kerckhove |
| 1966      | Jan Lauwers               | Henri Pauwels         | Albert Van Vlierberghe   |
| 1967      | Jacques De Boever         | Jan Lauwers           | Martin Van Den Bossche   |
| 1968      | Jean-Baptiste Claes       | Willy Vekemans        | Julien Delocht           |
| 1969      | Alfons De Bal             | Léopold Van Den Neste | Roger De Vlaeminck       |
| 1970      | Jozef van der Vleuten     | Englebert Opdebeeck   | Lucien Willekens         |
| 1971      | Julien Stevens            | Maurice Dury          | Ronny Van De Vijver      |
| 1972      | Harm Ottenbros            | Jean-Pierre Berckmans | Jack De Boever           |
| 1973      | Dirk Baert                | Aimé Delaere          | Paul Aerts               |
| 1974      | Leopold Van Den Neste     | Tony Gakens           | Maurice Dury             |
| 1975-1976 | non disputato             | non disputato         | non disputato            |
| 1977      | Frans Verbeeck            | Joseph Huysmans       | André Dierickx           |
| 1978      | Gery Verlinden            | Eddy Verstraeten      | Gustave Van Roosbroeck   |
| 1979      | non disputato             | non disputato         | non disputato            |
| 1980      | Leo Van Vliet             | Adri van Houwelingen  | Eddy Verstraeten         |
| 1981      | Willy Desmet              | Paul Wellens          | Walter Dalgal            |
| 1982      | Benjamin Van Der Auwera   | Guido Van Sweevelt    | Alain Van Hoornweder     |
| 1983      | Ludo Schurgers            | Kurt Dockx            | Daniel Rossel            |
| 1984      | Cees Priem                | Leo van Vliet         | Patrick Deneut           |
| 1985      | Willy Teirlinck           | Dirk De Wolf          | Jelle Nijdam             |
| 1986      | Herman Frison             | Alain Deroo           | Rudy Patry               |
| 1987      | Jean-Pierre Heinderickx   | Guido Verdeyen        | Bruno Bruyere            |
| 1988      | Jan Bogaert               | Gert Jakobs           | Kurt Van Keirsbulck      |
| 1989      | Benny Heylen              | Koenrad Van Rooy      | Marc Sprangers           |
| 1990      | Jerry Cooman              | Eric Vanderaerden     | Wiebren Veenstra         |
| 1991      | Ludo Giesberts            | Peter Huyghe          | Johan Remels             |
| 1992      | Patrick Van Osbroek       | Peter Spaenhoven      | Marc van Orwouw          |
| 1993      | Eddy Van Craeynest        | Alexandr Ukianov      | Alain Van Der Borght     |
| 1994      | Wiebren Veenstra          | Gert Van Brabant      | Ludo Diertricksen        |
| 1995      | Hans De Meester           | Mario Moermans        | Willy Willems            |
| 1996      | Ludo Diertricksen         | Ronny Assez           | Hans De Meester          |
| 1997      | Wim Omloop                | Ludo Diertricksen     | Erwin Thijs              |
| 1998      | Nico Renders              | Jamo Vanfrachem       | Tom Stremeersch          |
| 1999      | Wim Omloop                | Kris Gerits           | Geert Omloop             |
| 2000      | Guillaume Auger           | Danny Baeyens         | Karl Pauwels             |
| 2001      | Christophe Stevens        | Peter Schoonjans      | Björn Leukemsns          |
| 2002      | Andy Cappelle             | Jan Kuyckx            | David Meys               |
| 2003      | Gerben Löwik              | Geoffrey Lequatre     | Rik Reinerink            |
| 2004      | Steve Scheets             | Hamish Haynes         | Bruno Taelman            |
| 2005      | Dariusz Strole            | David Meys            | Daniel Verelst           |
| 2006      | Kevyn Ista                | Jan Bluekens          | Kevin Putseys            |
| 2007      | Michael Van Staeyen       | Valentin Iglinskij    | Ronald Roos              |
| 2008      | Kris Boeckmans            | Adam Blythe           | Koen Beeckman            |
| 2009      | Sven François             | Patrick Cocquyt       | Jeroen Dingemans         |
| 2010      | Sven Wielandt             | Justin Van Houcke     | Jurgen Van Trijp         |
| 2011      | Björn Coomans             | Jurgen Guns           | Dieter Verbeek           |
| 2012      | Pieter Cordeel            | Kevin Suarez          | Tommy Baeyens            |
| 2013      | Kenneth Van Rooy          | Thomas Gibbons        | Ryan Wills               |
| 2014      | Paul Moerland             | Tristan Marguet       | Bert Van den Trappen     |
| 2015      | David Motte               | Rutger Rowlands       | Glenn DeBruyne           |
| 2016      | Matti Helminen            | Julien Kaise          | Edward Bissaker          |
| 2017      | Francesco Van Coppernolle | Robin Mertens         | Ylber Sefa               |
| 2018      | Niels Vandyck             | Glenn Loenders        | Ward Van Laer            |
| 2019      | Gerry Druyts              | Rutger Wouters        | Jesse Huijbregts         |